# Stoomfluit

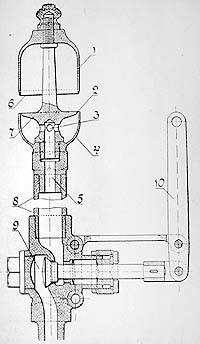
Oude stoomfluit

Een stoomfluit is een fluit die door stoom wordt aangeblazen. 
Om een stoomfluit te laten werken, is een stoomketel nodig. Deze  produceert stoom met een zeer hoge druk, waardoor de stoomfluit een zeer krachtig geluid geeft. 
Een stoomketel is reeds aanwezig op plaatsen waar een stoommachine is en dat is vanouds op veel plaatsen: voor de komst van de elektriciteit had elke grote fabriek een stoommachine om de apparatuur aan te drijven.
Stoomfluiten worden toegepast op stoomlocomotieven om een waarschuwingssignaal te geven. Moderne locomotieven gebruiken daarvoor een zogenoemde tyfoon. Stoomschepen gebruikten de fluit voor communicatie en fabrieken gaven er begin en einde van de werktijd er mee aan. Een fluitketel heeft een kleine stoomfluit die waarschuwt als het water kookt.

## Bijzonder gebruik
Thomas Edison werkte in zijn tienertijd op het telegraafkantoor van Port Huron, VS. Toen de brug naar Sarnia (Canada) door ijsgang vernield was, waarbij ook de telegraafverbinding verbroken was, kwam hij op het idee een locomotief te lenen en met de stoomfluit berichten in Morse over te seinen. Het was voor het eerst dat Morse met geluidssignalen werd gebruikt.